# Vấn đề giới tính trong thể thao
Xác định giới tính vận động viên trong thể thao được xem là một vấn đề phức tạp và trong thực tế đã xảy ra tranh cãi về những trường hợp vận động viên đoạt huy chương trong các cuộc thi dành cho nữ (thể thao nữ) nhưng lại bị nghi ngờ là nam.

## Các trường hợp điển hình
Năm 1936, tại Thế vận hội tại Berlin, nữ vận động viên Hoa Kỳ Helen Stephens đã bị nghi ngờ là đàn ông. Vận động viên kình địch người Ba Lan Stella Walsh bị Helen đánh bại trên đường chạy 100 mét. Các bác sĩ nước chủ nhà Đức sau đó kết luận Helen là phụ nữ đích thực. Chính Stella Walsh sau đó được xác định là đàn ông khi người ta khám nghiệm tử thi sau việc vận động viên này bị giết trong một vụ cướp ở Mỹ vì có nhiễm sắc thể cả nam lẫn nữ và có bộ phận sinh dục nam.
Tại Asia Games 2006 tại Doha, vận động viên chạy 800m của Ấn Độ Santhi Soundarajan bị tước huy chương bạc khi không vượt qua được vòng kiểm tra giới tính.
Trong cuộc thi điền kinh thế giới năm 2009 tại Berlin, Caster Semenya, vận động viên 19 tuổi người Nam Phi cũng bị nghi ngờ là đàn ông khi về đích trước người về nhì tới 2 giây ở cự ly 800 mét. Việc nghi ngờ giới tính của Semenya được đặt ra từ trước cuộc thi này và Liên đoàn điền kinh thế giới (IAAF) đã điều tra. Các xét nghiệm khoa học cho thấy Semenya có hàm lượng testosterone cao gấp 3 lần so với tiêu chuẩn phụ nữ bình thường. Giữa tháng 9 năm 2009, IAAF công bố kết quả xét nghiệm cho thấy Caster Semenya là người lưỡng tính (mang cả hai giới tính nam và nữ), do đó có lợi thế về sức mạnh của người đàn ông khi thi đấu.
Vận động viên See Kim Dan của CHDCND Triều Tiên đã vô địch thế giới ở nội dung chạy 400m nhưng bị phát hiện là con trai nên thành tích bị hủy, huy chương được thu hồi và bản thân See Kim Dan cũng nhận hình thức kỷ luật cửa Liên đoàn điền kinh thế giới.

### Tại Việt Nam
Thể thao Việt Nam đã phát hiện tổng cộng 5 trường hợp vận động viên nam đăng ký sinh hoạt, tập luyện với các vận động viên nữ và thi đấu, giành thành tích ở những nội dung thi đấu của nữ. Tất cả đều thuộc về bộ môn điền kinh. Tuy có khởi đầu tốt vì ưu thế sức mạnh cơ bắp, nhưng không ai trong số đó đạt thành tích đỉnh cao. Họ đến từ những địa phương khác nhau như Đồng Tháp, Vĩnh Long, Sóc Trăng, Bắc Giang, Huế và tính cách cũng rất khác nhau, nhưng đều giấu giếm giới tính thật rất tài tình trong nhiều năm và cùng đột ngột nghỉ thi đấu khi được yêu cầu kiểm tra giới tính thật. Chuyên gia điền kinh Dương Đức Thủy cho biết có một vài người trong số đó đã lấy vợ và sinh ra những đứa con khỏe mạnh, phát triển bình thường.
Theo ông Dương Đức Thủy, con số 5 trường hợp ở Việt Nam chỉ là số các trường hợp phát hiện ra và con số thật có thể cao hơn thế nhiều.

## Tranh cãi về phương pháp xác định giới tính
Nhằm hạn chế những trường hợp gian lận giới tính trong cuộc thi điền kinh, năm 1960, cơ quan chuyên môn của Liên đoàn điền kinh thế giới IAAF đã ban hành thủ tục xét nghiệm giới tính. Theo đó, các vận động viên phải trải qua cuộc khám phụ khoa. Một số vận động viên thuộc diện nghi vấn trong thời điểm đó đã từ bỏ sự nghiệp thi đấu.
Quy chế ban hành năm 1960 vẫn còn đơn giản. Năm 1968, Ủy ban Olympic quốc tế IOC đã chọn phương pháp xét nghiệm tế bào để phân biệt giới tính. Qua đó, chỉ những người có nhiễm sắc thể XX mới được tham gia thi tại các cuộc thi dành cho nữ. Tuy nhiên phương pháp này bị các nhà di truyền học phản đối vì họ cho rằng giới tính con người là vấn đề rất phức tạp và không chỉ được quyết định bởi bộ nhiễm sắc thể XX hay XY; có nhiều người không hoàn toàn tuân theo tiêu chuẩn thông thường về di truyền và thể chất để phân biệt hai giới.